# FAMAS
FAMAS (französisch Fusil d’Assaut de la Manufacture nationale d’Armes de St-Étienne, übersetzt: Sturmgewehr der staatlichen Waffenfabrik St. Étienne) war die Ordonnanzwaffe verschiedener französischer Teilstreitkräfte. Das Gewehr ist eine Bullpup-Konstruktion und verfügt über ein ausklappbares Zweibein. Das FAMAS wird seit 2017 bei allen Teilstreitkräften durch das HK416 des deutschen Unternehmens Heckler & Koch ersetzt. Durch den charakteristischen Bügel erinnert die Silhouette des Gewehrs entfernt an eine Signaltrompete, weshalb französische Soldaten dem Gewehr den Spitznamen Clairon gaben.

## Entwicklung
Mitte der 1960er-Jahre wollte der französische Führungsstab die alte Maschinenpistole MAT 49 und das Selbstladegewehr MAS-49/56 durch ein modernes und universelles Sturmgewehr ersetzen. Bis zum Sommer 1970 einigte man sich darauf, M193 Patronen (Kaliber 5,56 × 45 mm NATO) zu verwenden. 1971 stellte die Manufacture nationale d’armes de St-Etienne (MAS) zehn Prototypen des Sturmgewehrs FAMAS vor. Nach zweijährigen Tests wurde es zwar für einsetzbar befunden, einige Details mussten aber noch verbessert werden. Die Truppen benötigten jedoch dringend ein Sturmgewehr und so wurde entschieden, während der Übergangszeit das SIG 540 einzusetzen. 1977 wurde mit der Serienproduktion des Gewehrs begonnen und 20.000 Stück an die Streitkräfte geliefert. 1978/79 wurden weitere 27.000 bzw. 48.000 Stück geliefert. Insgesamt erhielten die französischen Streitkräfte 400.000 Gewehre. Die Waffe wird auch in den verschiedenen ehemaligen Kolonien Frankreichs, in Libyen und den Vereinigten Arabischen Emiraten eingesetzt.

## FAMAS F1

FAMAS F1 und G2 im Vergleich

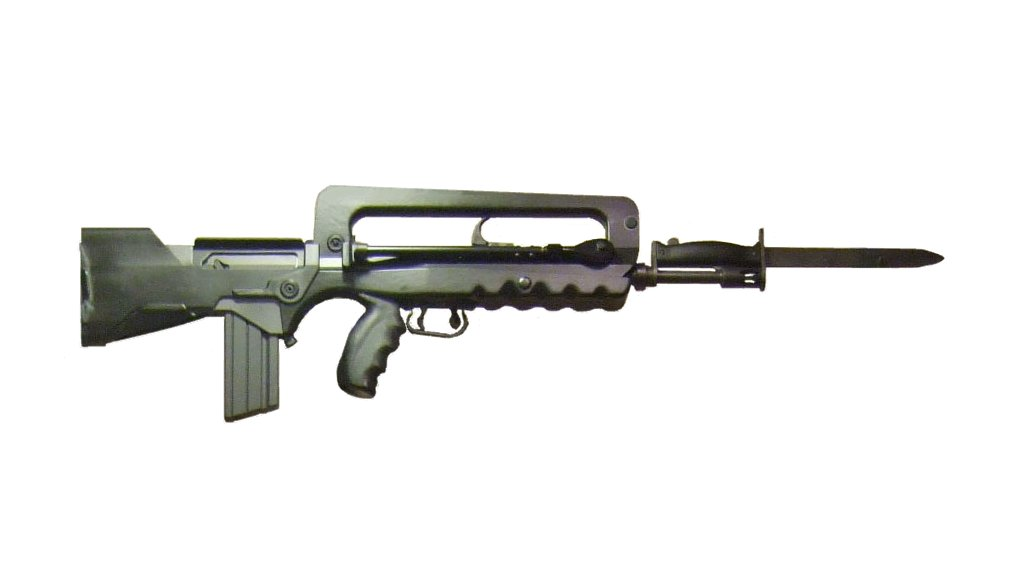
FAMAS F1 mit Bajonett

Das Sturmgewehr FAMAS 1 wurde für eine mittlere Einsatzdistanz von 300 m entwickelt und kann Gewehrgranaten verschießen.
Der auffällige Tragegriff enthält Kimme und Korn. Durch die Bullpup-Konstruktion war es möglich, trotz des relativ langen Laufs mit einer Länge von 49 cm ein sehr kompaktes Gewehr mit einer Gesamtlänge von ca. 76 cm zu bauen. (Zum Vergleich: Das HK416 A5 – 20″ mit einer ähnlichen Lauflänge von 51 cm hat eine Gesamtlänge von 103 cm.)
Das Gewehr ist, wie das französische AA-52-Maschinengewehr, ein Rückstoßlader mit hebelverzögertem Masseverschluss. Der Verschluss besteht aus zwei Teilen, die durch einen Hebel verbunden sind. Dieser greift mit seinem unteren Ende ins Gehäuse ein. Beim Schuss verzögert er den Rücklauf des Verschlusskopfes und beschleunigt gleichzeitig das dahinter angebrachte Steuerstück. Um das Reißen der mit dem Verschlusskopf unter Druck zurücklaufenden Hülsen zu vermeiden, sind im Patronenlager wie beim HK G3 Druckausgleichrillen (beim FAMAS 16 von 44 mm Länge) eingefräst. Die Waffe hat keinen Verschlussfang. Am Kolben befindet sich eine abnehmbare Klappe aus Kunststoff, die als Wangenauflage dient und den Patronenauswurf wahlweise von links oder von rechts abdeckt. Der Patronenauszug kann, je nachdem, ob der Schütze Links- bzw. Rechtshänder ist, im Verschluss umgesteckt werden. Damit wird vermieden, dass der auf Wangenhöhe angebrachte Patronenauswurf die heißen Hülsen bei Standardeinstellung dem Schützen ins Gesicht schleudert. Der Sicherungshebel befindet sich unmittelbar vor dem Abzug, dieser ist zugleich Wahlhebel für Einzel- bzw. Dauerfeuer. Legt der Schütze seinen Abzugsfinger an den Abzugsbügel, muss er eine Einstellung durch Entsichern nach links für Einzel- und nach rechts für Dauerfeuer oder Feuerstöße vornehmen. Im letzteren Fall hat der Schütze dann die Möglichkeit, an der Abzugseinrichtung (Wahlschalter der gewünschten vollautomatischen Feuerart), die an der Unterseite der Schulterstütze angebracht ist, Dauerfeuer bzw. 3-Schuss-Serien einzustellen.
Auffällig ist auch der hinter dem Mündungsfeuerdämpfer angebrachte verstellbare Ring, der mittels auf dem Lauf angebrachter Markierungen dazu dient, die gewünschten Entfernungen für Gewehrgranaten einzustellen. Beim Verschießen von Gewehrgranaten muss das Standard-25-Schuss-Kurvenmagazin gegen ein Spezialmagazin für zwei Gewehrgranaten-Kartuschen ausgetauscht werden. Granaten werden im direkten oder indirekten Richten verschossen, wofür am Tragegriff ein Aufsetzvisier oder das am Tragegriff fest installierte Granatvisier benutzt wird. Die Gewehrgranaten-Kartuschen haben eine Treibladung, die der 500 g schweren Granate eine Mündungsgeschwindigkeit von 65 m/s verleihen.
Eine ungewöhnliche Konstruktion ist auch die Standardvisiereinrichtung, die sich auf dem Tragegriff befindet und zwischen Kimme und Korn nur 330 mm misst. Dennoch ist die Treffgenauigkeit außergewöhnlich hoch. Für 100 m und 200 m Entfernung werden einstellbare Lochkimmen, für 300 m eine feste Kimme genutzt. Kimme und Korn sind höhen- und seitenverstellbar. Damit man bei Dunkelheit treffsicher schießen kann, hat das Korn einen Leuchtpunkt und die Visierklappe einen Aufsatz.

## FAMAS G2

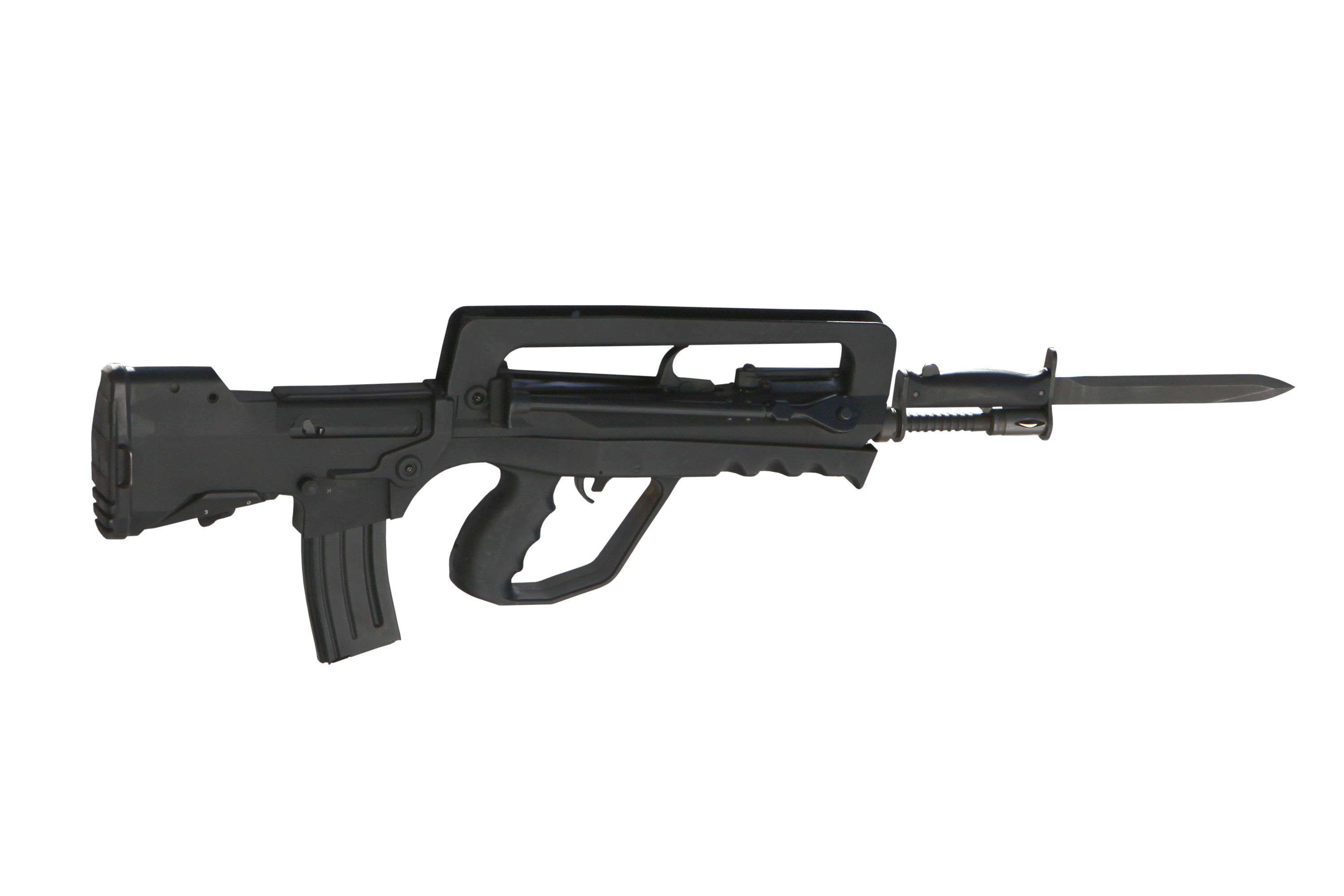
FAMAS G2 mit Bajonett

Das FAMAS G2 wurde 1994 entwickelt. Hauptaugenmerk lag auf der Anpassung der Waffe an NATO-Standards (STANAGs). So kann das FAMAS G2 STANAG-Magazine verwenden. Um die Waffe an die NATO-Patrone 5,56 × 45 mm SS109 anzupassen, wurde der Mechanismus leicht überarbeitet und die Dralllänge verkürzt. Außerdem wurde der Abzugsbügel vergrößert. Der Kunststoffschaft wurde durch glasfaserverstärkten Kunststoff ersetzt.

## Ersatz
Ab 2009 gab es bereits erste Gerüchte, dass das FAMAS ersetzt wird. Ract-Madoux, der Stabschef der französischen Armee, bestätigte 2011, dass ab 2013 ein Ersatz gesucht wird. Der Grund ist, dass die FAMAS aus Sicherheitsgründen Stahlhülsen verwenden muss, während andere NATO-Staaten Messinghülsen verwenden. Am 14. Mai 2014 wurde die Ausschreibung für eine neue Waffe veröffentlicht.
Im August 2016 entschied sich das Beschaffungsamt für das HK416. Das HK416 ist das erste Ordonnanzgewehr der französischen Streitkräfte aus ausländischer Produktion. Im Gegensatz zum FAMAS ist es kein Bullpup, sondern konventionell ausgelegt. Im Juni 2017 wurde als erste Einheit die 13e demi-brigade de Légion étrangère mit dem HK416 ausgerüstet.